# Noesis chat
Noesis Chat som også er kendt under navnet Worldsbiggestchat.com blev til, efter overtagelse af Lycos, da Lycos lukkede ned i Europa.
Chattens stammer helt tilbage fra Jubii, og har over 10 år bag sig
| Internet | Spire Denne internet-relaterede artikel er en spire som bør udbygges. Du er velkommen til at hjælpe Wikipedia ved at udvide den. |